# تعويضات ألباما

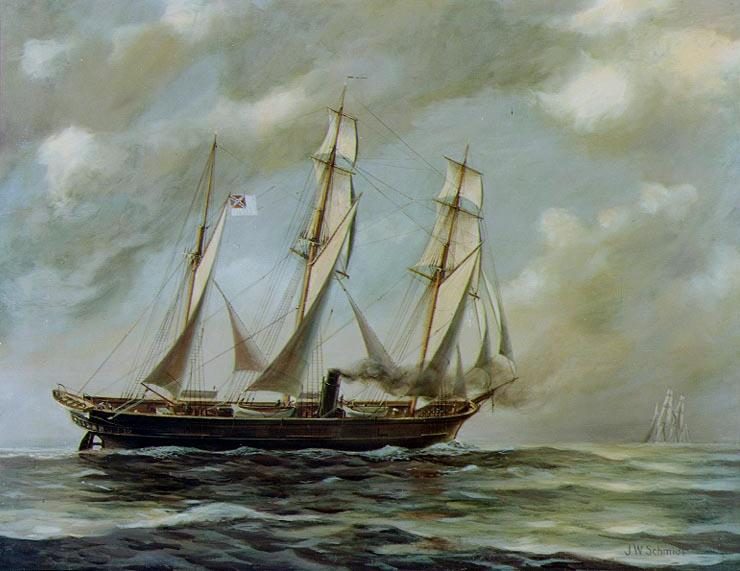

دعاوى تعويض ألباما كانت سلسلة من دعاوى تعويض الضرر رفعتها حكومة الولايات المتحدة ضد حكومة المملكة المتحدة لمساعدتها سراً الولايات الكونفدرالية الأمريكية أثناء الحرب الأهلية الأمريكية. بعد التحكيم، عام 1872 دفعت بريطانيا للولايات المتحدة 15.5 مليون دولار للأضرار التي سببتها السفن الحربية بريطانية الصنع التي بيعت للكونفدرالية، وبذلك أنهت الخلاف وأمـَّنت علاقات الصداقة بين البلدين.
تعويضات ألباما التي جاءت نتيجة تحكيم ألباما كان أول سابقة قي تاريخ العلاقات بين الدول أسست لمبدأ التحكيم لفض المنازعات سواء منها المالية أو الحدودية أو غيرها. يعود أصل الموضوع إلى انقسام الولايات المتحدة بفعل الحرب الأهلية قي ستينيات القرن التاسع عشر إلى فدراليين شماليين وكونفدراليين جنوبيين.

## سي‌اس‌اس ألباما
تعاقد الجنوبيون سرا مع أحواض بناء السفن الإنجليزية على بناء سفن حربية لاستعمالها قي اغراق السفن التجارية الشمالية والحاق الأضرار بالاقتصاد الشمالى.

## التورط السياسي البريطاني
أنشئت بالفعل هذه السفن وتم استخدامها وقامت باغراق كثير من السفن الشمالية إلى أن نجح الضغط الشمالى على إنجلترا لتوقف تسليم باقى السفن إلى الولايات الجنوبية. تسببت تلك السفن الجنوبية قي اغراق أكثر من 150 سفينة تجارية شمالية واضطر كثير من أصحاب السفن إلى تسجيلها قي بلاد أخرى لكى لا تتعرض لهجوم تلك السفن الجنوبية.
بعد انتهاء الحرب بانتصار الولايات الشمالية طالبت حكومة الولايات المتحدة الأمريكية الحكومة البريطانية بدفع تعويضات عن الأضرار التي تسببت فيها أعمال تلك السفن لأن إنجلترا بذلك لم تراع شروط الحياد الذي أعلنته قي بداية الحرب باخلاص وحسن نية. تراوحت المطالبات بين المعتدلة والمغالية والغير معقولة حتى أن بعض الأمريكيين طالب إنجلترا بدفع كل تكلفة الحرب الأهلية على الاقتصاد الأمريكي لأنه لولا تلك السفن لقصر زمن الحرب بمقدار عامين على الأقل.
دفع ذلك التفاوت الواضح بين وجهات النظر الطرفين إلى قبول مبدأ التحكيم.
صدر حكم هيئة التحكيم عام 1872 بعد 7 سنوات من نهاية الحرب وأرسى مبدأ أحقية التعويض ولكن فقط قي حدود الضرر المباشر وهو مبدأ لا يزال ساريا حتى اليوم قي القوانين الداخلية وقي العلاقات الدولية.

## المحكمون
المحكمة تألفت من الممثلين التالين:
- المملكة المتحدة: Sir Alexander Cockburn
- الولايات المتحدة: تشارلز فرانسيس آدمز
- إيطاليا: Federico Sclopis
- سويسرا: Jakob Stämpfli
- البرازيل: Marcos Antônio de Araújo, 2nd Baron of Itajubá.

انعقدت جلسات التحكيم في قاعة استقبال في مبنى بلدية جنيڤ. وقد أطلق على هذه الغرفة منذ ذلك الحين salle de l'Alabama.
الحكم النهائي بمبلغ 15,500,000 دولار شكل جزءاً من معاهدة واشنطن ودُفِع في 1872.

## أثره
أرست الواقعة مبدأ التحكيم الدولي، وأطلق حركة لسن القانون الدولي العام مع أمل التوصل إلى حلول سلمية للنزاعات الدولية. دعاوى ألباما كانت بذلك سابقة لاتفاقيتا لاهاي 1899 و1907، عصبة الأمم، والمحكمة الدولية، والأمم المتحدة.
جدير بالذكر أن التحكيم بين الحكومة المصرية وشركة قناة السويس البحرية العالمية الذي حكم قي شأنه الإمبراطور نابليون الثالث عام 1864 كان أقدم من تحكيم ألاباما ولكنه لم يقع بين دولتين.
استقر بعد ذلك مبدأ التحكيم قي العلاقات الدولية وتم العمل به قي أماكن كثيرة مثل الساحل المهادن (حاليا دولة الإمارات). ولعل أشهر قضية تحكيم قي التاريخ العربي الحديث هي اجراءات التحكيم حول نزاع طابا بين مصر وإسرائيل قي ثمانينات القرن العشرين.

## ببليوجرافيا
- افرايم دوجلاس آدامز (1924). Great Britain and the American Civil War. New York: Russell & Russell. (see external links)
- The Alabama Arbitration. Philadelphia: Allen, Lane & Scott. 1900. مؤرشف من الأصل في 2015-02-05. {{استشهاد بكتاب}}: الوسيط غير المعروف |unused_data= تم تجاهله (مساعدة)
- Beaman, C. C. (1871). The National and Private Alabama Claims and their Final and Amicable Settlement. Washington: W. H. Moore., reprinted in the Michigan Historical Reprint Series, ISBN 1-4181-2980-1
- Bowen, C. S. C. (1868). The Alabama Claims and Arbitration Considered from a Legal Point of View. London.
- Cook, A. (1975). The Alabama Claims. Ithaca, N.Y.: Cornell University Press. مؤرشف من الأصل في 2021-03-09.
- deKay, T. (2003). The Rebel Raiders: The Warship "Alabama", British Treachery and the American Civil War. London: Pimlico. {{استشهاد بكتاب}}: الوسيط غير المعروف |الرقم المعياري= تم تجاهله يقترح استخدام |ردمك= (مساعدة)

## وصلات خارجية
- "The Alabama Claims, 1862-1872". وزارة الخارجية الأمريكية. مؤرشف من الأصل في 2003-04-16.
- Geneva Arbitration, from the Cyclopaedia of Political Science
- كرتونs from Harper's Weekly:
  - "John Bull’s Neutrality", 1 November, 1862
  - "King Andy", 3 November 1866. Note that the medallion worn by الأمين العام (بحرية الولايات المتحدة) جدعون ويلز is engraved with the number "290", the original dockyard numbder for the Alabama.
  - "The Apple of Discord at the Geneva Convention", 5 October 1872
  - "Columbia Lays Aside her Laurels", 9 November 1872. Note that the "laurels" laid aside are those won at the Geneva arbitration.
- Great Britain and the American Civil War Op. cit. at مشروع غوتنبرغ
- La salle de l'Alabama in the Hotel de Ville, Geneva. (In French)